# Life as We Know It
Life as We Know It er en amerikansk romantisk komediefilm fra 2010 instrueret af Greg Berlanti med Katherine Heigl og Josh Duhamel i hovedrollerne. Den blev udgivet den 8. oktober 2010 efter snigpremiere i 811 biografer den 2. oktober 2010.

## Handling
Holly Berenson er ejer af et lille bageri i Atlanta og Eric Messer er en lovende tv-teknisk sportsdirektør for Atlanta Hawks. Deres bedste venner, Peter og Alison, sætter dem op på en blind date med hinanden, som går grueligt galt, og som resulterer i at begge hader hinanden inderligt. Som årene går bliver Peter og Alison gift, får en lille pige ved navn Sophie og vælger Holly og Messer - der allernådigst tolererer hinanden – som faddere.
Kort efter Sophies første fødselsdag bliver Peter og Alison dræbt i en bilulykke. Holly og Messer finder først nu ud af, at deres venner gjorde dem til Sophies værger. Efter at have fundet ud af, at ingen af Peter og Alisons slægtninge er egnede til at tage sig af Sophie, lægger Holly og Messer deres uenigheder til side og flytter ind i Sophies hjem.
At bo sammen viser sig at være en kamp. En aften er Holly ude på et vigtigt cateringjob, da Messer får mulighed for at lede tv-dækningen af en stor basketballkamp. Messer tager Sophie med sig på arbejde, men hendes gråd distraherer ham, hvilket gør at han laver en stor fejl i udsendelsen. Da de kommer hjem, skændes Messer og Holly, men senere bliver de venner igen.
Holly kommer på date med Sam, Sophies børnelæge. Daten afkortes, da Messer ringer til Sam, da Sophie har høj feber. Da de kommer hen på hospitalet, ser Messer Holly kysse Sam.
Med tiden opdager værgerne, at det er dyrere at opdrage et barn, end de havde forventet, og Holly har ikke længere råd til sin planlagte udvidelse af bageriet. Messer hjælper ved at investere i hendes virksomhed, og de cementerer det nye forhold ved at tage på date, som ender med, at de har sex, mens de udvikler stærke følelser.
Deres børnesagsbehandler, Janine, fortæller dem, at de skal forpligte sig til enten at blive sammen eller slå op, da det ville være dårligt for Sophie at blive fanget i midten af. Messer bliver tilbudt sit drømmejob hos Phoenix Suns og diskuterer det ikke med Holly. Da hun finder ud af det, beder hun ham om at tage jobbet og beskylder ham for at lede efter en vej ud af forpligtelserne overfor Sophie.
Til Thanksgiving-weekenden vender Messer tilbage fra Phoenix på besøg i håbet om at fikse forholdet til Holly. Hun inviterer ham til en middag, som hun og Sam er vært for naboer og venner. Messer og Holly kommer op at skændes, da han finder ud af, at hun planlægger at sælge huset, da vedligeholdelsen er for dyr. Holly anklager Messer for at have forladt hende og Sophie, mens han påpeger, hvor hurtigt hun erstattede ham med Sam. Messer fortæller hende, at han elsker hende, men forlader middagen og planlægger at vende tilbage til Phoenix. En gang alene med Holly siger Sam, at hvis han og hans ekskone havde kæmpet på den måde, som Messer og Holly gjorde, ville de stadig være sammen. Han beder Holly om at finde ud af sine følelser for Messer og går. Den aften kalder Sophie Holly "mor" for første gang.
Janine besøger huset for at træffe sin endelige afgørelse om, hvorvidt Holly og Messer er egnede forældre. Holly indser, at hun ikke kan tage sig af Sophie uden Messer, og at hun elsker ham. Hun, Sophie og Janine skynder sig til lufthavnen, men når de når lufthavnsgaten, opdager de, at Messer fly er fløjet. Holly vender tilbage til huset, hvor hun finder Messer indendørs. Han fortæller hende, at han har indset, at Peter og Alison valgte dem til at være Sophies værger, fordi de sammen er en kærlig familie.
Et par måneder senere afholder de Sophies 2-års fødselsdagsfest, med alle naboer og venner til stede. Holly har lavet endnu en kage med nummer 1 på, og siger til Messet "Den er til os, fordi vi klarede det første år." De kysser, så synger gæsterne 'Happy Birthday' for Sophie.

## Cast
- Katherine Heigl som Holly Berenson
- Josh Duhamel som Eric Messer
- Josh Lucas som Sam
- Christina Hendricks som Alison Novak
- Hayes MacArthur som Peter Novak
- DeRay Davis som Lonnie
- Sarah Burns som Janine Groff
- Rob Huebel som Ted
- Bill Brochtrup som Gary
- Andy Buckley som George Dunn
- Andrew Daly som Scott
- Majandra Delfino som Jenna
- Reggie Lee som Alan Burke
- Melissa McCarthy som DeeDee
- Will Sasso som Josh
- Jessica St. Clair som Beth
- Kumail Nanjiani som Simon
- Alexis, Brynn og Brooke Clagett som Sophie Christina Novak (babyen)

## Produktion
Optagelserne fandt sted i et hus i det velhavende Buckhead-område i Atlanta.  Til Hollys bageri blev en forretninng i Belly General Store i Virginia-Highland brugt, et århundrede gammelt kvarter i bungalowstil med adskillige små historiske butiksklynger, et par mil nordøst for Downtown Atlanta.  Scener på Messer arbejdsplads blev optaget på Turner Broadcasting System (TBS) uden for Techwood Drive i Atlanta. Optagelserne fandt også sted på Philips Arena. 

## Modtagelse
På Rotten Tomatoes har filmen en godkendelsesprocent på 29% baseret på 153 anmeldelser og en gennemsnitlig vurdering på 4,60 ud af 10. Den kritiske konsensus lyder: "Katherine Heigl og Josh Duhamel udgør et charmerende par med masser af kemi, men det er ikke nok til at gøre op for Life as We Know It velkendte plot og dårligt skrevne manuskript."  På Metacritic har filmen en score på 39 ud af 100 baseret på 31 kritikeranmeldelser, hvilket indikerer "generelt ugunstige anmeldelser".  Publikummer adspurgt af CinemaScore gav filmen en gennemsnitskarakter på "A−" på en A+ til F-skala. 

## Udgivelse
På trods af at have været blevet haglet ned af anmelderne, havde Life as We Know It en succesfuld indtjening i box office og indbragte over $105 millioner på verdensplan mod et budget på $38 millioner.